# 美国投资公司协会
美国投资公司协会（ICI -- The Investment Company Institute） ，是美国投资公司的协会机构，成立于1940年，其成员可以是在美国证券交易委员会（SEC）注册的投资公司（包括开放式基金和封闭式基金的管理公司）、投资顾问和基金保管人。

## 历史回顾
1940年，美国投资公司协会成立于纽约，当时名称为国家投资公司委员会（National Committee of Investment Companies），1941年更名为国家投资公司协会（NAIC -- National Association of Investment Companies ）于1959年召开第一届成员大会。1961年改称现名，即投资公司协会（加美国以示区别）。

## 成员单位（截至2006年4月1日）
1. 8606只共同基金
2. 653只封闭式基金
3. 160只外汇基金
4. 5家单位信托投资公司

## 协会宗旨
- 支持建立行业良好的社会信誉（核心）
- 保障基金、投资者、投资顾问等的利益
- 提高公众对于投资基金和投资公司的认识

## 协会地址及联系方式
华盛顿特区纽约市H大街1401号，投资公司协会，邮编 20005
电话(202) 326 5800
Investment Company Institute
1401 H Street, NW
Washington, DC 20005
Phone: (202) 326-5800